# Stiniva 1
Stiniva 1 je nenaseljeni hrvatski jadranski otočić. Nalazi se uz sjevernu obalu otoka Korčule, oko 240 m od obale, sjeverno od Vele Luke. U istoj uvali je i otočić Stiniva 2.

Površina otočića iznosi 1322 m², a iz mora se uzdiže 4 m.